# Malvenartige
Die Malvenartigen (Malvales) sind eine Ordnung der Bedecktsamigen Pflanzen (Magnoliopsida). Zahlreiche Vertreter sind bekannte Arten, vor allem tropische Nutz- und Zierpflanzen.

## Beschreibung
Es sind meist verholzende Pflanzen, seltener krautige Pflanzen.
Die Blüten sind meist fünfzählig. Die Blütenhüllblätter sind meist in Kelch- und Kronblätter gegliedert. Meist sind viele Staubblätter vorhanden. Ein Diskus fehlt. Es werden meist Kapselfrüchte gebildet.

## Familien
Die Ordnung der Malvenartigen (Malvales) ist innerhalb der Untergruppe der Eurosiden II die Schwestergruppe der Brassicales. Seit der Aktualisierung der APG III zur APG IV gehören  die Zistrosenwürgergewächse (Cytinaceae) nicht mehr zur Ordnung Malvales. APG bezeichnet das System der Angiosperm Phylogeny Group um den Botaniker Mark Chase.
- Annattogewächse (Bixaceae)
- Cochlospermaceae
- Diegodendraceae
- Flügelfruchtgewächse (Dipterocarpaceae)
- Zistrosengewächse (Cistaceae)
- Malvengewächse (Malvaceae)
- Muntingiaceae
- Kameltrittgewächse (Neuradaceae)
- Sarcolaenaceae
- Sphaerosepalaceae
- Seidelbastgewächse (Thymelaeaceae)